# 新生佛教教団
新生佛教教団（しんせいぶっきょうきょうだん）は、秋本日釋（1915年 - 2008年）が1954年（昭和29年）に開教した仏教系の新宗教である。

## 概要
1954年（昭和29年）2月15日、秋本日釋が山口県光市で開教した。「神佛から直接、ご指導を受け、自らの使命を覚り、衆生済度、正法弘通（正しい教えを弘める）のために教えの道を開いた」と主張している。
同年4月13日、本尊の『おまんだら』と『日釋』の法号（日蓮など、人格の名前はない）、『光章紋』の紋章、これら教団の基本となる三つの事柄を設定している。
1955年（昭和30年）1月18日、「新生仏教」の教団名となった。従来の「仏教」を基盤にした、既存の宗教、宗派との関係は無い。

## 沿革
- 1954（昭和29）年2月15日 光市にて開教
- 1955（昭和30）年1月20日 新生仏教の命名
- 1960（昭和35）年8月7日 新生仏教普及会の成立（組織化）
- 1963（昭和38）年2月6日 宗教法人 新生仏教教団の設立
- 1964（昭和39）年1月20日 山口市湯田に本部本殿落慶
- 1984（昭和59）年10月7日 山口市吉敷へ本部本殿落慶、移転し現在に至る
- 1987（昭和62）年10月15日 台北市実践哲学研究会成立（台湾本部）
- 1990（平成2）年9月12日 新生仏教教団を新生佛教教団に改名
- 1996（平成8）年12月1日 財団法人台北市新生佛教基金会設立（台北市）
- 1999（平成11）年7月27日 インドネシア・ヤヤサン新生佛教協会設立
- 2000（平成12）年10月8日 ジャカルタ道場設立
- 2001（平成13）年8月5日 ヒューストン道場開設
- 2002（平成14）年4月14日 財団法人台北市新生佛教基金会（台北市）を全国的な組織「新生佛教基金会」として登録[1]

## 政治活動
日本会議の構成団体であり（現代表・秋本和徳は代表委員に名を連ねている）、「反創価学会の立場を取り、自公連立に批判的」とされている。上杉聰は、新生佛教教団について宗教右派に属するとしている。
関連会社の日本時事評論社があり、男女共同参画批判や、日教組批判、歴史認識や外交問題など活発な言論活動を行っている。
三井マリ子によれば、2002年6月、山口県宇部市において男女共同参画推進条例案が制定される際、この条例に圧力をかけて内容を変更させたのは新生佛教教団系の日本時事評論社であると言われているという。現代表の秋本協徳は日本会議山口の副会長でもある。
2004年4月18日の開教50周年記念大会において、安倍晋三と石原慎太郎と西村眞悟を招いた公開シンポジウムが開催される。なお、1994年の開教40周年時には、亀井静香、平沼赳夫、高村正彦らが祝辞を寄せている。
2013年7月、第23回参議院議員通常選挙において衛藤晟一を支援して党内10位で再選させた。
『週刊現代』によれば、政治家の石原伸晃は、山口市の本部や東京支部によく顔を出しているという。
その他、 育鵬社教科書採択運動のための「教科書改善と特別基金」の募金に協力している。
また、青木理によれば、日本会議との関係についてのAERA編集部による取材・アンケートにおいて、新生佛教教団は日本会議の署名活動に協力している、としている。